# بيل كيلي (لاعب دوري الرغبي)
بيل كيلي (بالإنجليزية: Bill Kelly)‏ هو لاعب دوري الرغبي نيوزيلندي، ولد في 1892 في ويستبورت ‏ في نيوزيلندا، وتوفي في 1 يوليو 1975 في Killara ‏ في أستراليا.